# ژوزف آبادی
ژوزف لوئی ایرنه ژان آبادی (فرانسوی: Joseph Louis Irenée Jean Abadie‎؛ ۱۵ دسامبر ۱۸۷۳ – ۱۹۳۴) یک عصب‌شناس، متخصص مغز و اعصاب و روان‌پزشک اهل فرانسه بود.
او دانش‌آموختهٔ رشتهٔ پزشکی در دانشگاه بوردو بود و در سال ۱۹۱۸ استاد رشتهٔ روان‌پزشکی در همان دانشگاه گردید.
وی بیشتر در زمینهٔ بیماری تابس دورسالیس و الکلیسم پژوهش و فعالیت نموده‌است و نشانه آبادی در تابس دورسالیس به‌نام او ثبت شده است.